# Travels in Arabia Deserta
Travels in Arabia Deserta (1888) è un libro di viaggio scritto da Charles Montagu Doughty (1843–1926), un poeta, scrittore e un viaggiatore inglese.

Doughty compì viaggi in Vicino Oriente e trascorse molto tempo nella bādiya araba, vivendo come un beduino, nel corso degli Anni settanta del XIX secolo.
 Rory Stewart descrive il libro qualificandolo come «una cronaca unica di un pezzo di storia che era andato perduto».
Una versione abbreviata fu pubblicata nel 1908, con un'introduzione di T. E. Lawrence.

## Edizione italiana
- Arabia deserta, traduzione di M. Biondi, Introduzione di T.E. Lawrence, a cura di H.L. MacRitchie, Parma, Guanda, 2003-2017.